# 金陨石坑
金陨石坑也称金环形山（英語：King），是位于月球背面的一座突出的月球撞击坑，中心点月面坐标为北纬4.96°、东经120.49°，直径6.2公里、深度2.8公里。从地球无法直接看见。它以美国物理学家和天体物理学家阿瑟·斯科特·金(Arthur Scott King)和美国天文学家爱德华·斯金纳·金(Edward Skinner King)之名命名，1970年被国际天文学联合会批准采纳。
金环形山的东北边缘与略大一些的伊本·弗纳斯环形山连接在一起，二者形成一对。西北是罗巴切夫斯基环形山、西北偏北相同距离处则座落着直径92公里的盖奥特环形山。
金环形山是月球背面最年轻的撞击坑之一，外观轮廓大致呈圆形，但边缘稍不规则，尤其是北端高度相对较低。陨坑外观显示磨损不大，内侧壁坡有阶坡结构，东侧尤为明显并在壁底堆积成岩屑坡，东南侧有因大量岩石坍塌而形成的空腔。坑壁平均高出周围地形1330米，总体积大约达到5300公里3。坑内地表不平整，特别是东半部较为崎岖不齐。一道细长、“Y”形的中央山岭一直延伸至陨坑的南侧边缘。
由于具有突出的射纹线，金环形山被归属为哥白尼纪地貌的一部分。
在1970年前，国际天文学联合会曾将它命名“陨石坑 211”.。

## 悉塔陨坑
国际天文联合会将金陨石坑中一座靠近东南偏东侧内壁，直径为2公里的小撞击坑以印度女性名正式命名为悉塔坑，其中心月面坐标为北纬4.6°、东经120.8°。

## 卫星陨石坑
按照惯例，最靠近金陨石坑的卫星陨石坑将在月图上以字母标注在卫星坑的中心点旁边。
| 金 | 纬度   | 经度     | 直径    |
| -- | ------ | -------- | ------- |
| J  | 3.2° N | 121.8° E | 14 公里 |
| Y  | 6.5° N | 119.8° E | 48 公里 |

已建议将卫星坑"金 Y"更名为"Al-Tusi"，但国际天文联合会未予采纳。

## 群峰
金陨石坑内有数座已命名的山峰(山丘)，1976年已被国际天文联合会批准同意。
| 山丘名称     | 纬度    | 经度      | 近似高度 |
| ------------ | ------- | --------- | -------- |
| 安德烈山     | 5.18° N | 120.56° E | 7000 米  |
| 阿尔达希尔山 | 5.03° N | 121.04° E | 5900 米  |
| 迪特山       | 5.00° N | 120.30° E | 8000 米  |
| 迪利普山     | 5.58° N | 120.87° E | 5500 米  |
| 加瑙山       | 4.79° N | 120.59° E | 7900 米  |

## 图集

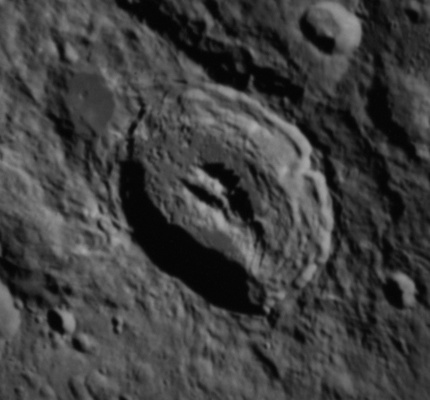
阿波罗14号斜视图
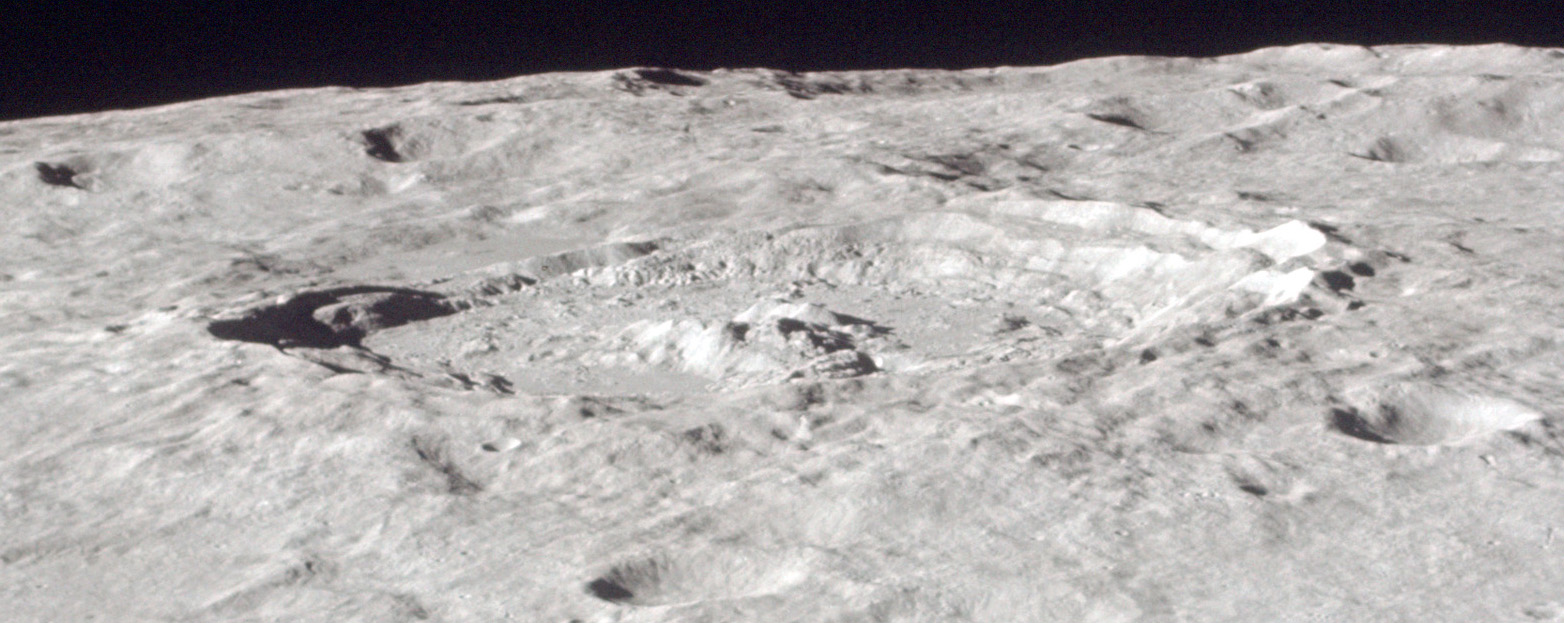
阿波罗12号斜视图
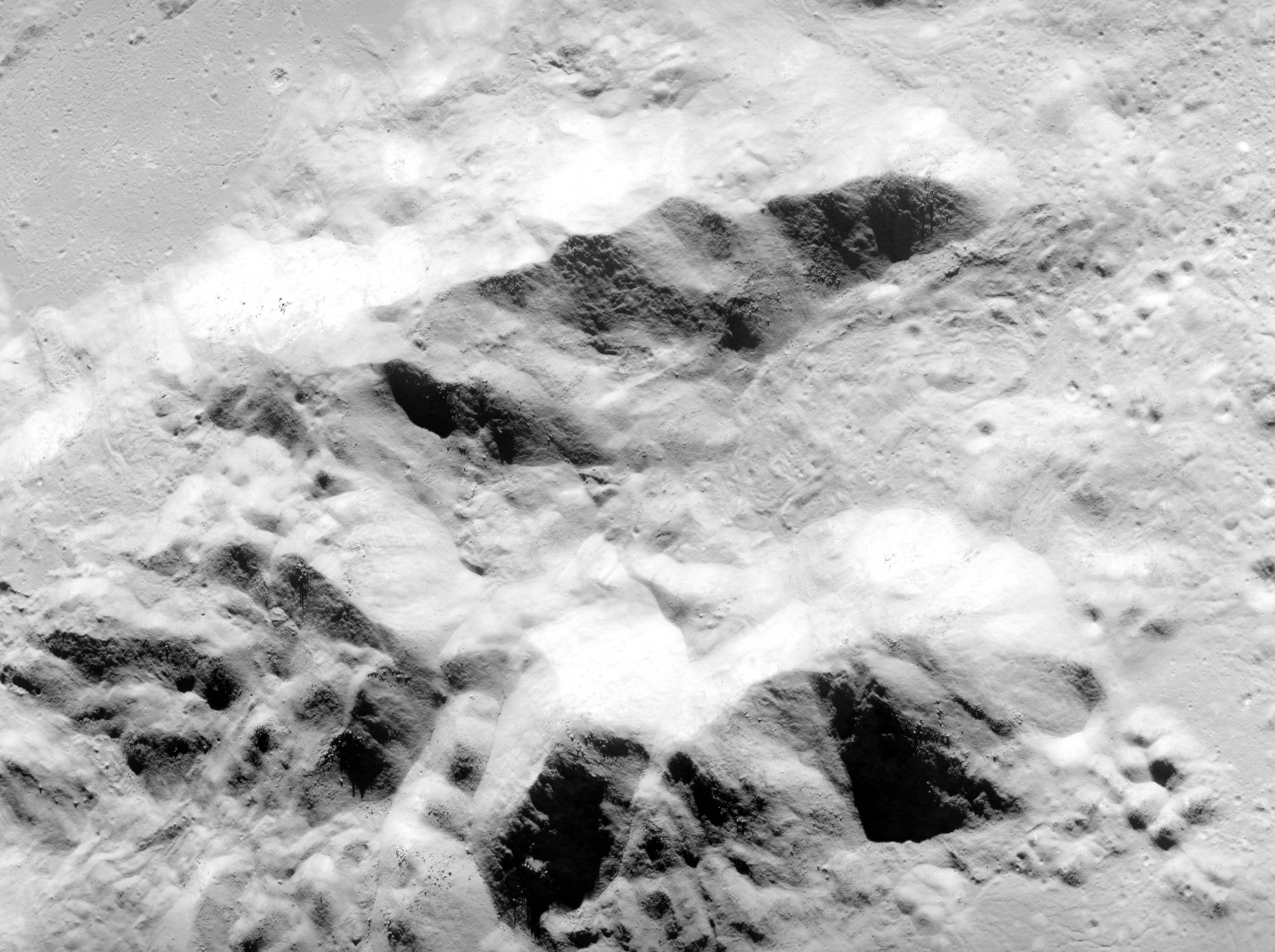
阿波罗16号中央峰特写
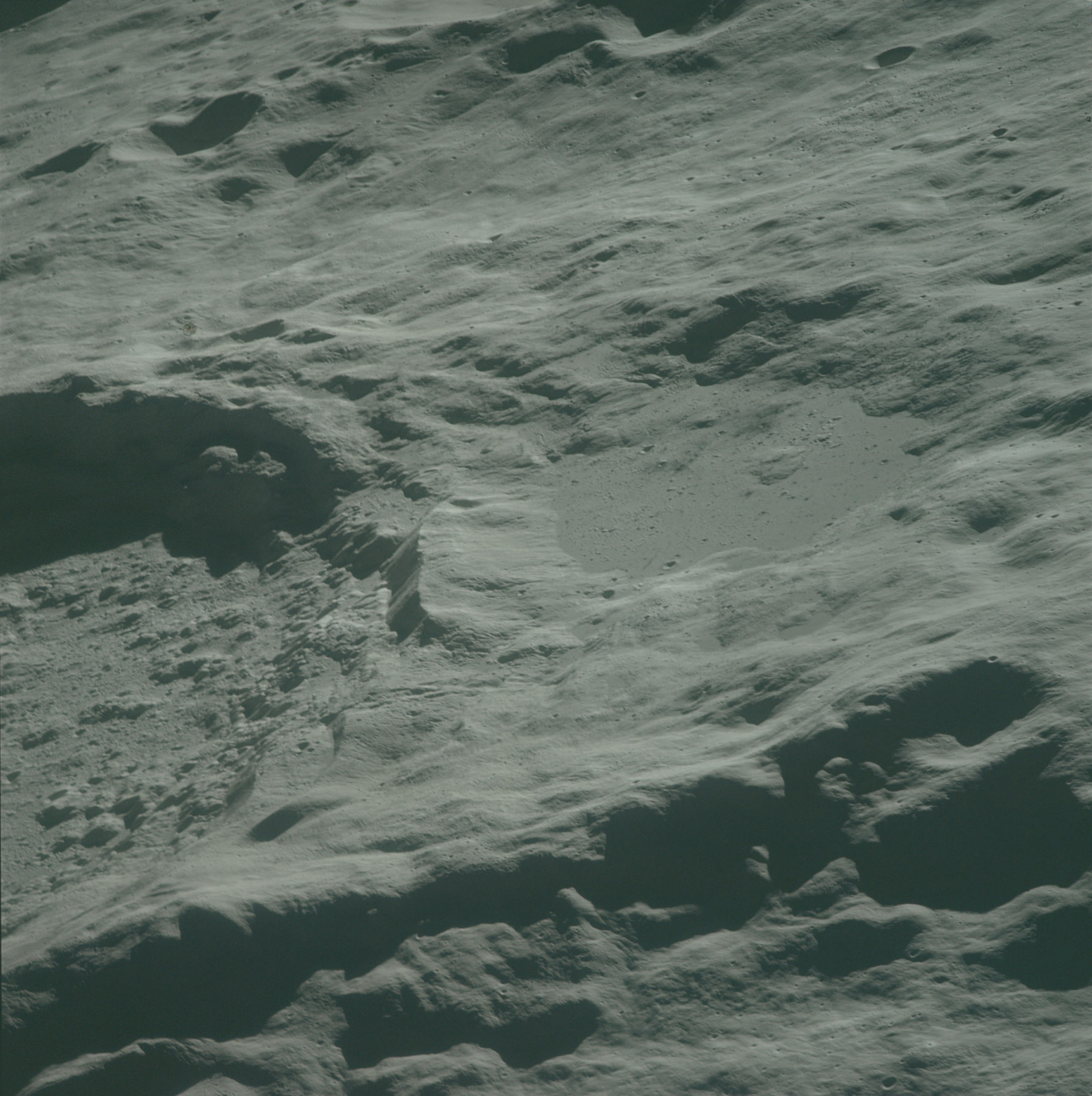
阿波罗16号拍摄的金陨石坑北部"盆地"(金Y坑)斜视图
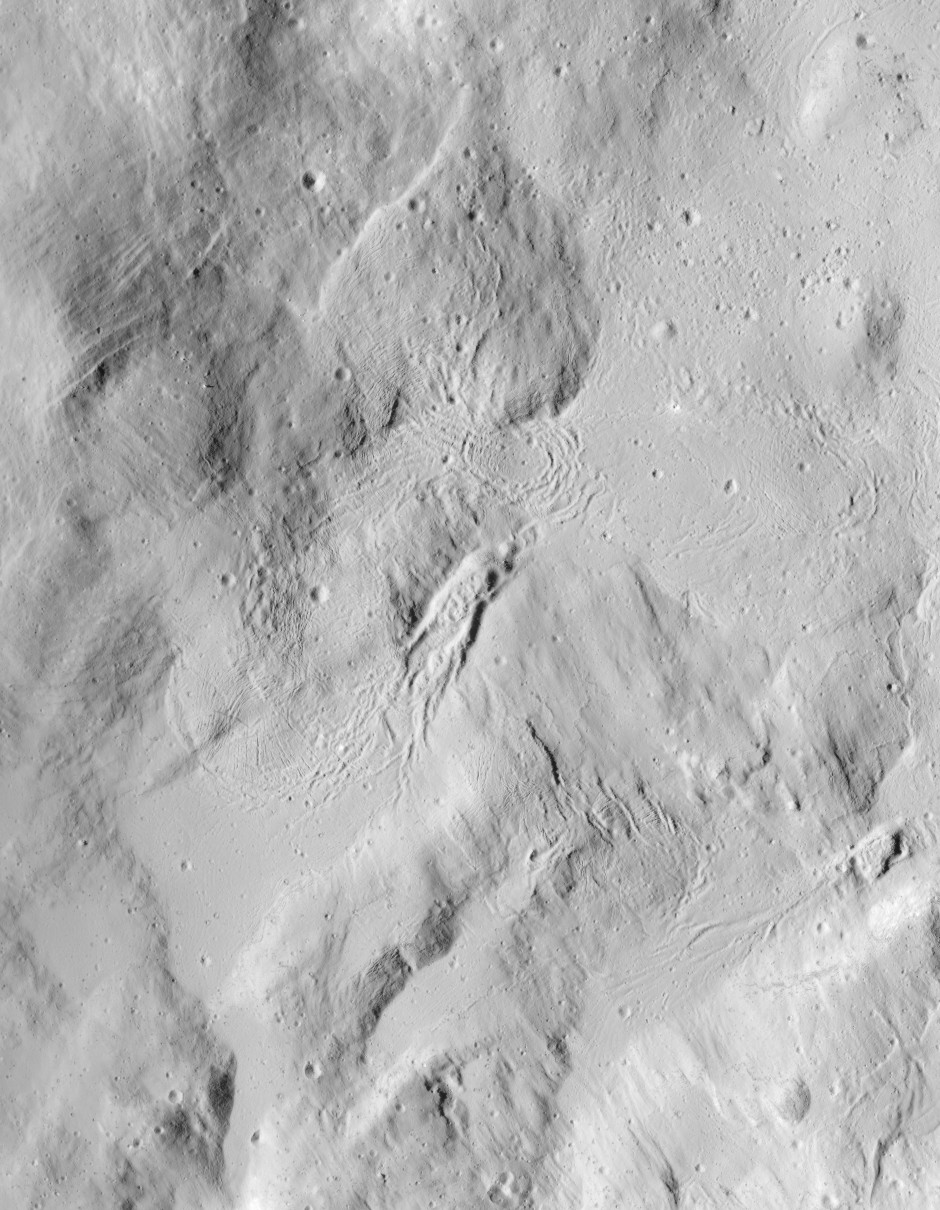
阿波罗16号拍摄的陨坑东北撞击熔岩特写，显示了熔岩流的结构
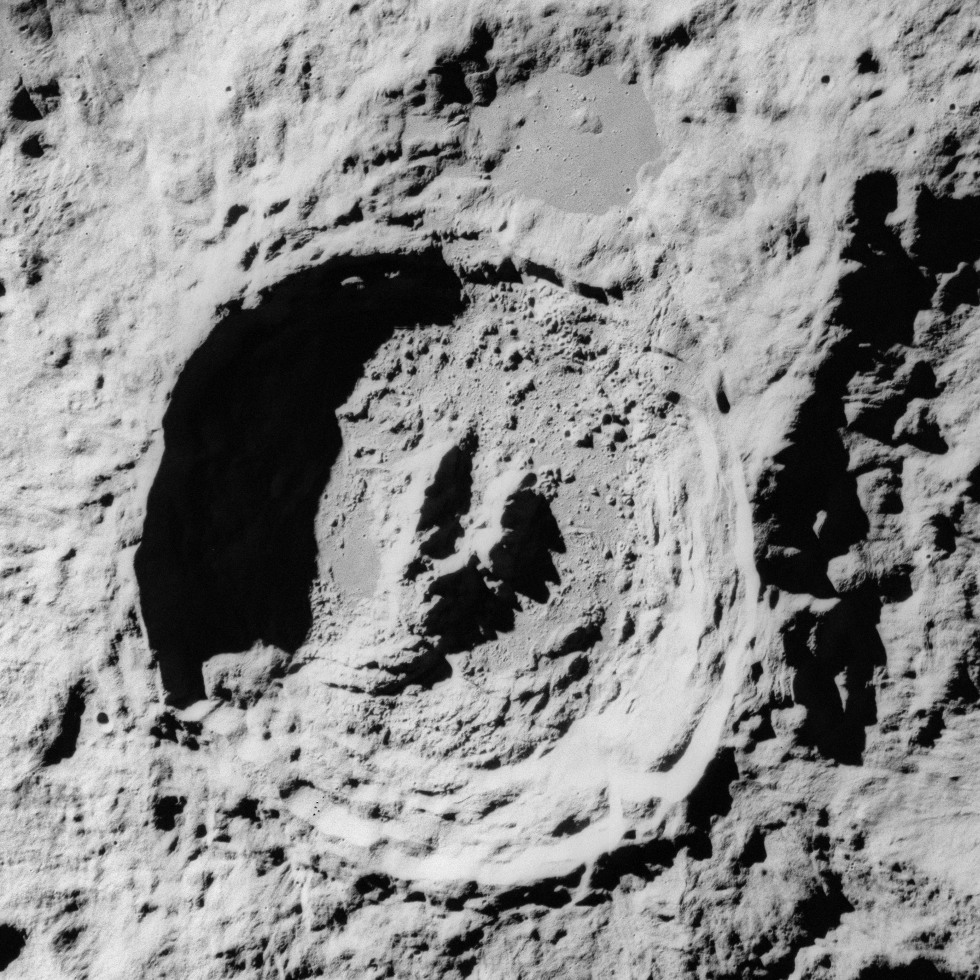
阿波罗16号返回地球时拍摄的金陨坑图像